# وادي صالح
محلية وادي صالح هي محلية من محليات ولاية وسط دارفور في السودان. توجد بالمحلية مدن وقرى كثيرة أهمها مدينة قارسيلا ومكجر وأم خير وبندسي وأم دخن ودليج، وتوجد أيضاً قرى منتشرة في كل الاتجاهات وادي صالح، وقد قسمت حالياً إلى عدت تقسيمات منها، معتمدية وادي صالح ومعتمدية مكجر ومعتمدية أم دخن ومعتمدية بندسي.